# 1841 في الولايات المتحدة
فيما يلي قوائم الأحداث التي وقعت خلال عام 1841 في الولايات المتحدة.

## سياسة

### تعيين في المنصب
- 23 فبراير – روفوس تشوت عضو مجلس الشيوخ الأمريكي.
- 4 مارس – آنا هاريسون السيدة الأولى للولايات المتحدة.
- 4 مارس – ألكسندر هيو هولمز ستيوارت عضو مجلس النواب الأمريكي.
- 4 مارس – توماس يوينغ وزير الخزانة الأمريكي.
- 4 مارس – جون م بيرين عضو مجلس الشيوخ الأمريكي.
- 4 مارس – ليتيسيا تايلر السيدة الثانية للولايات المتحدة،السيدة الأولى للولايات المتحدة.
- 4 مارس – وليام بي فيسيندين عضو مجلس النواب الأمريكي.
- 4 مارس – ويليام هنري هاريسون رئيس الولايات المتحدة.
- 5 مارس – جون بيل وزير حرب الولايات المتحدة.
- 5 مارس – جون جيه كريتندن نائب عام الولايات المتحدة.
- 6 مارس – جورج ادموند بادجر الأمين العام.
- 20 مارس – جون م باتون حاكم فرجينيا [الإنجليزية]‏.
- 4 أبريل – جون تايلر رئيس الولايات المتحدة.
- 13 سبتمبر – هيو لاغري نائب عام الولايات المتحدة.
- 13 سبتمبر – والتر فوروارد وزير الخزانة الأمريكي.
- 12 أكتوبر – جون سي سبنسر وزير حرب الولايات المتحدة.

### انتهاء فترة المنصب
- 1 يناير – إدوارد بيشوب دادلي حاكم كارولينا الشمالية [الإنجليزية]‏.
- 5 يناير – جون ديفيس عضو مجلس الشيوخ الأمريكي.
- 4 مارس – انجليكا سينغلتون فان بورين السيدة الأولى للولايات المتحدة.
- 4 مارس – جاريت دي وال عضو مجلس الشيوخ الأمريكي.
- 4 مارس – جون بيل عضو مجلس النواب الأمريكي،وزير حرب الولايات المتحدة.
- 4 مارس – جون فورسيث وزير الخارجية الأمريكي.
- 4 مارس – جون ميلتون نيليز مدير مكتب البريد العام في الولايات المتحدة [الإنجليزية]‏.
- 4 مارس – ليفي وودبري وزير الخزانة الأمريكي.
- 4 مارس – مارتن فان بيورين رئيس الولايات المتحدة.
- 4 مارس – نحميا رايس نايت عضو مجلس الشيوخ الأمريكي.
- 12 مارس – بنيامين فرانكلين بتلر محامي الولايات المتحدة للمنطقة الجنوبية من نيويورك [الإنجليزية]‏.
- 20 مارس – توماس ووكر غيلمر حاكم فرجينيا [الإنجليزية]‏.
- 31 مارس – جون م باتون حاكم فرجينيا [الإنجليزية]‏.
- 4 أبريل – آنا هاريسون السيدة الأولى للولايات المتحدة.
- 4 أبريل – ليتيسيا تايلر السيدة الثانية للولايات المتحدة.
- 4 أبريل – ويليام هنري هاريسون رئيس الولايات المتحدة.
- 11 سبتمبر – توماس يوينغ وزير الخزانة الأمريكي.
- 11 سبتمبر – جورج ادموند بادجر الأمين العام.
- 12 سبتمبر – جون جيه كريتندن نائب عام الولايات المتحدة.
- 12 أكتوبر – جون سي سبنسر Secretary of State of New York [الإنجليزية]‏.
- 15 أكتوبر – جيمس بوك حاكم تينيسي [الإنجليزية]‏.
- 15 نوفمبر – كليمنت كومر كلاي عضو مجلس الشيوخ الأمريكي.
- 13 ديسمبر – ديفيد جي بيرنت وزير خارجية تكساس [الإنجليزية]‏.

## ظهور
- 1 يناير – بروكلين ديلي إيغل

## مواليد

### يناير
- 1 يناير – هاريسون ألين

### مارس
- 8 مارس – أوليفر وندل هولمز، الابن
- 13 مارس – جيمس أوبرين سياسي من الولايات المتحدة الأمريكية.
- 17 مارس – إميلي سارتن رسامة من الولايات المتحدة الأمريكية.

### أبريل
- 24 أبريل – تشارلز سبراغ سرجنت عالم نبات أمريكي.

### مايو
- 13 مايو – ويليام ه براولي سياسي أمريكي.
- 15 مايو – كلارنس دوتون
- 31 مايو – وليام روكفيلر

### يوليو
- 5 يوليو – ماري مسيلروي سياسية من الولايات المتحدة الأمريكية.

### أغسطس
- 2 أغسطس – إنجرسول لوكوود

### سبتمبر
- 8 سبتمبر – تشارلز غيتو مغتال الرئيس الأمريكي جيمس غارفيلد.

### نوفمبر
- 3 نوفمبر – إيسابيلا ماكدونالد ألدين كاتبة أمريكية.

## وفيات

### فبراير
- 26 فبراير – بورويل باسيت (مواليد 1764) سياسي أمريكي.

### أبريل
- 4 أبريل – ويليام هنري هاريسون (مواليد 1773) رئيس أمريكي سابق.

### مايو
- 4 مايو – باتريك إتش بوب (مواليد 1806) سياسي أمريكي.

### يونيو
- 22 يونيو – جيسي فرانكلين كليفلاند (مواليد 1804) سياسي أمريكي.
- 25 يونيو – الكسندر ماكومب (مواليد 1782) عسكري من الولايات المتحدة الأمريكية.
- 27 يونيو – أندرو ر غوفان (مواليد 1794) سياسي أمريكي.

### أغسطس
- 21 أغسطس – جدعون لي (مواليد 1778) سياسي أمريكي.

### أكتوبر
- 21 أكتوبر – جون فورسيث (مواليد 1780) سياسي أمريكي.

### ديسمبر
- 14 ديسمبر – صموئيل ماكين (مواليد 1787) سياسي أمريكي.